# Sàlskoie
Sàlskoie (en rus: Сальское) és un poble del krai de Primórie, a l'Extrem Orient de Rússia, que en el cens del 2010 tenia 1.145 habitants. Pertany al districte rural de Dalnerétxenski.